# 이시애의 난
이시애의 난(李施愛ㅡ亂)은 1467년(세조 13년) 5월부터 8월까지 함경도 길주의 호족 이시애 등이 세조의 집권 정책에 반대해 일으킨 반란이다. 당시 이시애는 길주 출신의 호족 토반으로, 1458년 경흥진병마절제사, 1461년 행지중추부사를 역임하고, 1463년 회령부사로 있다가 어머니의 상을 당해 관직에서 물러나 있었다.
함길도는 이성계의 고향으로 조선왕조의 주요 연고지 중의 하나였으며, 지리적으로 북방 이민족과 접해 있는 특수 사정을 고려해 지방관은 인망 있는 호족 중에서 임명해 대대로 다스리게 하였다. 그러나 함경도인에 대한 지역차별과 외지에서 부임한 관리들에 대한 반발로 함경도내 유향소 세력을 규합, 1467년 5월 이시애 등은 함경도인에 대한 지역차별과 단종 폐위 등을 반역으로 규정하여 거병하였으나, 거병 3개월만에 내부 분열로 이시애의 처조카 허유례(許惟禮)가 관군과 내통함으로써 진압되었다.

## 개설
세조는 중앙집권을 강화하기 위해 지방에도 중앙의 관리를 많이 파견했다. 그리고 남방의 백성을 이주시켜 여진세력을 꺾는 데 힘을 기울였다. 그리하여 함길도(咸吉道)에도 수령이 중앙에서 파견되어 본도인(本道人)의 반발이 있었는데, 때마침 조정에서 호패법을 실시하여 농민들의 자유로운 이주가 불가능해졌다.
세조 13년(1467) 5월 회령부사 이시애는 그의 본거지 길주(吉州)에서 군사를 일으켜 함길도의 수령을 함길도인으로 삼을 것을 요구했다. 함흥 이북의 주군(州郡)이 이에 호응하였으며, 각지 유향소(留鄕所)가 지도 세력을 이루었다. 그러나 반군은 정부군에게 대패(大敗)하고 이시애는 여진으로 도망하려다. 체포·참수되었다.

## 배경
세조는 즉위하면서 중앙집권의 강화를 위해 북도 출신 수령의 임명을 제한하고 경관(京官)으로 대체하였으며, 수령들에게 지방유지들의 자치기구인 유향소(留鄕所)의 감독을 강화하게 하여, 타지 출신인 수령들과 유향소와는 사이가 좋지 않았다.
회령부사(會寧府使)를 지내다가 상(喪)을 당하여 관직을 사퇴한 이시애는 유향소의 불만·불평과 백성의 지역감정에 편승해서 아우 이시합(李施合), 매부 이명효(李明孝) 등과 함께 조정의 함경도인 지역차별에 반발하고 단종 폐위 등을 반역으로 규정하여 거사를 모의, 1467년(세조 13) 5월 회령에서 거병, 반란을 일으켰다.

## 경과

### 반란 초기
이시애는 길주로부터 단천, 북청, 홍원으로 남하하면서 중앙에서 파견된 그곳 지방관들을 모두 죽이고 자기 스스로 왕명을 받은 절도사라 칭하여 거병하였다. 이시애는 '함길도의 절도사(節度使)가 진장(鎭將)들과 함께 반역을 음모하고 있다'고 선동하여 절도사 강효문(康孝文), 함경도관찰사 신면, 길주목사(吉州牧使) 설징신(薛澄新) 등을 죽이고 체찰사 윤자운(尹子雲)을 사로잡았다. 이어 '방금 남도의 군대가 바다와 육지로 쳐올라와서 함길도 군민(軍民)을 다 죽이려 한다'고 선동하자 흥분한 함길도의 군인과 민간인들이 유향소를 중심으로 일어나 타 지역 출신인 이 곳 수령들을 살해하는 등 함길도는 대혼란에 휩싸이게 되었다.
조정에서는 어유소, 귀성군(구성군), 남이 등에게 소수의 토벌대를 이끌고 출정하게 했다. 그러나 반군의 기세가 거세자 구성군 준의 관군은 철원까지 퇴각했고 더 이상 진격하지 못하였다. 반란군은 함길도뿐만 아니라 평안도까지 영향을 넓혀가고 있었다. 세조는 다시 도총관 강순을 진북대장(鎭北大將)으로 삼아 평안도병력 3천명의 지휘권을 주어 영흥으로 나아가게 하고, 병조참판 박중선(朴仲善)을 평로장군(平虜將軍)으로 임명하여 황해도 병사 1천명을 이끌고 문천군으로 들어가게 하였다. 장군 어유소에게는 한성부 소속 경병(京兵) 1천명을 보내 구성군을 돕게 하였다.
이시애는 중앙에도 연락통을 띄워 '병마절도사 강효문 등이 한성부의 한명회(韓明澮), 신숙주(申叔舟) 등과 결탁하여 함길도 군대를 이끌고 서울로 올라가서 모반하려 하여 민심이 흉흉하니 함길도 사람을 고을의 수령으로 삼기 바란다'는 등 모략전술을 폈다. 세조는 이에 속아 한명회, 신숙주 등을 한때 투옥하였다가, 신면, 강효문 등이 처형된 소식을 접하고는 곧 구성군 준(龜城君 浚)을 병마도총사(兵馬都摠使)로 삼아 토벌군을 출동시켰다.

### 교전
1467년 5월 15일 귀성군은 겨우 강원도 북부에 있던 이시애군을 패퇴시키고 회양(淮陽)으로 나아갔다. 세조는 5월부터 각종 효유문(曉諭文)을 내려 보내고 지금이라도 항복하면 처벌하지 않겠다는 조건을 내세웠으나, 통지문을 들고 간 사자는 죽임당했다. 동시에 반군 지휘자들을 체포하는 자들에게는 현상금을 조건으로 걸었다. 6월 1일 억류되었던 체찰사 윤자운이 병사 한 사람과 옷을 갈아입고 극적으로 이시애의 진영에서 탈출해오자 귀성군은 윤자운을 호송한 뒤 철령을 넘어 안변에 진을 쳤고, 허종은 영흥으로 들어가 반군과 교전하였다.
그 동안에도 이시애는 때로 2백~5백여명의 군졸을 이끌고 마곡역(麻谷驛)에 나오기도 하고, 이시합은 홍원군 하탄동에서 귀성군의 부장 차운혁(車云革)에게 사로잡혔으나 거짓 속임수로 빠져나가기도 하였다.
당시 반군은 함흥, 관군은 영흥에서 서로 대치하고 있었다. 세조는 효유문으로 마무리 지으려고 하였던 정책을 거두고, 궐내에 금고했던 신숙주 등의 중신을 풀어주는 동시에, 친정(親征)을 계획하는 등 강경책을 강구하였다.
이시애는 이같은 세조의 강경정책에 당황해 북청을 거쳐 이성(利城, 지금의 이원군) 다보동으로 본부를 옮겼다가 다시 북청군으로 근거지를 옮겼다. 이시애의 후퇴로 구성군의 관군은 6월 19일 함흥을 점령하고 홍원으로 나아가 서쪽인 함관령(咸關嶺) 아래 신원(新原)에 새 막사를 짓고 근거지로 하여 전군을 지휘하였다. 구성군은 강순을 북청 공략의 선봉으로 삼고 종개(鐘介), 산개(山介)의 두 산에 진지를 구축하게 하였다. 귀성군의 군사는 안변에서 평안도 지역의 이시애군을 격퇴하는 한편 강순은 박중선, 허종, 어유소 등과 더불어 종개령을 넘어 북청 앞의 평포(平浦)에서 이시애군을 궤멸시키고 진을 쳤다.

### 교전 상황
6월 19일 이시애군은 북청을 떠나 퇴각하고, 이시합은 2만여 명의 군졸을 북청 근처인 여주을현(汝注乙峴)에 주둔시키는 한편, 자신은 단천 이북의 여러 진군(鎭軍)과 여진족 500여 명을 합쳐 이성 고사리포(高沙里浦)에서 북청 어소(於所)로 나아가 관군을 협공하려 했다. 이를 모르는 관군은 북청성으로 진격해 들어갔다가 이시애군은 없었고, 주변에 있던 이시합군에 의해 포위되었다. 강순은 마침내 김교(金嶠)의 건의에 따라 목책(木柵)을 두르고, 또 밖에는 녹각(鹿角 : 사슴뿔과 같이 대나무로 짜서 만든 적을 막는 물건)을 늘어놓는 한편, 성 밖에는 갱도를 파고 그 위를 평지처럼 하여 적군의 침략에 대비하였다.
6월 24일 밤 4고(四鼓)에 이시애군의 기습 공격을 받았으나, 강순은 말에 재갈을 물리고 다리를 묶어 움직이지 못하게 하는 동시에 성문을 굳게 닫아걸어 공격을 무시하고 응전하지 않았다. 날이 밝자 북도 사람을 시켜 대의(大義)로써 이시애군을 효유하니 그들이 동요하기 시작하였고, 이시애는 10여 회나 싸움을 걸었으나 관군의 북청 수비진을 뚫지 못하고 패퇴하였다.
관군은 이시애에게 대궐에 나아가 자수(自首)할 것을 권하였으나 듣지 않았다. 북청에서 패퇴한 이시애군은 다시 군세를 정비하였다.
7월 14일 이시애는 자신의 사위인 이명효(李明孝)로 하여금 홍원·북청·갑산·삼수의 백성들을 모아 탕구령(湯口嶺)을 넘어 홍원 서쪽인 신익평(申翌坪)에 주둔해 관군의 함흥과 북청 통로와 보급로를 차단하였다. 이시합은 이성 이북의 백성을 이끌고 마어령(磨於嶺)을 넘어 2진을 형성하게 하는 동시에, 이시애 자신은 회령 이북의 백성을 이끌고 대문령(大門嶺)을 넘어 열여문평에 진을 쳐서 장기전을 펴고 관군의 자멸을 기다렸다.
한편, 관군은 북청에 있는 군사를 홍원으로 후퇴시키려 하여 1·2·3진으로 나누어 이시애군을 뚫고 나가 장기전에 대비하였다. 이시애는 이 틈을 타서 북청을 점령하였다. 그 동안에도 관군은 이시애 등에게 효유에 나섰으나 이시애가 듣지 않자 결국 장기전으로 나가게 되었다.

### 진압
7월 25일 관군은 한밤중에 비밀리에 행동을 개시해 진북장군 강순의 군사를 1진으로 삼아 산개령을 넘게 하고, 2진 대장 어유소의 군사는 종개령을 넘게 해 북청으로 진입, 양면공격을 하게 하는 동시에 귀성군의 군사는 평포로 진격하였다.
강순과 어유소의 군사는 협공을 하여 산개·종개령의 이시애군을 격파하고 북청으로 쇄도해 들어가 이시애가 임명한 가짜 부절도사 유득지(劉得之)의 군을 격퇴시키고 그 병력을 흡수하여 당시 관군의 수는 약 5만 명으로 늘어났다. 이시애는 북청 패퇴의 소식을 듣고 1만여 명의 군병을 이끌고 북청 동쪽 68리에 있는 천험의 만령(蔓嶺)으로 갔다.
만령은 남으로는 바다, 북으로는 태산을 등지고 있어 관군과의 전투에는 비교적 유리하였다. 관군은 다시 만령 공격에 나섰다. 강순의 1진이 먼저 만령 밑에 도착하고 어유소의 2진을 기다렸다가 7월 말 강순군, 어유소군, 귀성군군이 집결하면서 일제히 공격을 개시하였다. 먼저 귀성군과 강순, 박중선 등이 이끄는 군사는 큰길로 나아가고, 허종 등은 큰길 남쪽 중봉(中峰)으로 가갔다. 또한 우공(禹貢)은 큰길 중봉, 그리고 어유소는 바닷가와 동령(東嶺)으로, 김교 등은 북산(北山) 밑으로 나아가 각각 만령을 향해 4면에서 포위, 협공하는 전술을 써서 진격하여 이시애군의 선봉진인 만령 주봉(主峯)을 점령하는 데 성공하고 이시애가 있는 중봉으로 공격해 갔다.
7월말 전세가 상당히 불리해지자, 밀리던 이시애는 여진족과도 내통, 여진족을 끌어들여 대항하였으나 여진족에 파견했던 사자가 당도하기도 전에 신숙주, 허종(許琮), 강순, 어유소(魚有沼), 남이(南怡) 등이 이끄는 3만 군대가 함경남도 홍원(洪原), 북청(北靑)에 주둔하던 이시애군을 격파하고 이원군의 만령(蔓嶺)에서 반란군 주력부대를 분쇄하였다.
7월 31일 이시애는 중봉을 거점으로 2천 명의 병력으로 3중 포열을 한 뒤 결사적으로 버텼다. 그날 유시(酉時)에 이르러 만령 동봉에서 어유소군이 이시애군이 중봉으로 간 것을 접하고, 이시애군의 좌측 허를 찔러 방어선의 일각을 통과함으로써 방어선을 무너트렸다. 이어 관군은 육탄전으로 이시애군을 패퇴시켰다. 결국 이시애는 야음을 틈타 이성 쪽으로 도망쳤다.

### 결과
8월 1일 관군은 이시애군을 추격해 이성까지 쫓아갔으나 이시애군은 이성군의 객사, 창고 등을 불사르고 다시 북으로 패주하였다. 8월 8일 이성을 출발한 귀성군 등의 관군은 마운령(磨雲嶺)을 넘어 영제원으로 나아가고, 이시애는 단천에 진을 쳐서 남대천(南大川)을 사이에 두고 저항을 시도하였으나 다시 패주하여 길주로 달아났다.
8월 12일 관군 연합군은 이시애군을 추격하여 단천에서 교전하여 패퇴시키고 탈환, 다시 마천령(磨天嶺)을 넘어 영동역(嶺東驛)까지 이시애군을 밀고 나갔다. 이 때 이시애는 허종 휘하의 허유례(許惟禮)의 계교에 빠져 이시합과 함께 체포되었다.
이시애는 길주를 거쳐 경성(鏡城)으로 퇴각하여 여진으로 도망치려 하였다. 그러나 이시애의 처조카인 사옹원별좌(司饔院別坐) 허유례는 자기 아버지가 억지로 이시애의 일파에게 끌려갔다는 소식을 듣고 이시애의 부하인 이주(李珠), 황생(黃生) 등을 포섭한다. 허유례는 자신의 아버지가 이시애의 수하에서 길주권관(吉州權管)으로 있음을 알고 거짓 항복하는 척 하고는 경성 운위원(雲委院)으로 들어가 아버지와 이시애의 수하인 이주(李珠)·이운로(李雲露)·황생(晃生) 등을 설득해 이시애와 이시합 등을 체포게 했다. 이들을 설득하여 자연스럽게 이시애 형제에게 접근하여 이시애 형제를 묶어 남이 등 토벌군에게 인계하였다.

## 사후
8월 이시애 군은 남이 등의 토벌대에 의해 궤멸당하고, 이시애 등 생포된 자들은 8월 12일 토벌군의 진지 앞에서 구성군 준에 의해 참수형되고 효수되었다. 이로써 3개월에 걸쳐 함경도를 휩쓴 이시애의 난은 평정되었다. 구성군 이준과 남이, 조석문, 어유소, 허종, 허유례, 이숙기 등은 정충적개공신(精忠敵愾功臣)으로 녹훈되고 김서형등 많은 적개원종공신(敵愾原從功臣)들이 책록되었다.
난의 여파로 이듬해인 1468년에 길주목은 길성현(吉城縣)으로 강등되고 동쪽 지역을 떼어내 명천현이 분리되었고, 함길도는 함경도로 개칭되고 남·북 2도로 분리되었으며, 함경도의 유향소는 폐지되었다.

## 같이 보기
- 이징옥의 난
- 남이의 옥사